# Roland Jupiter-4

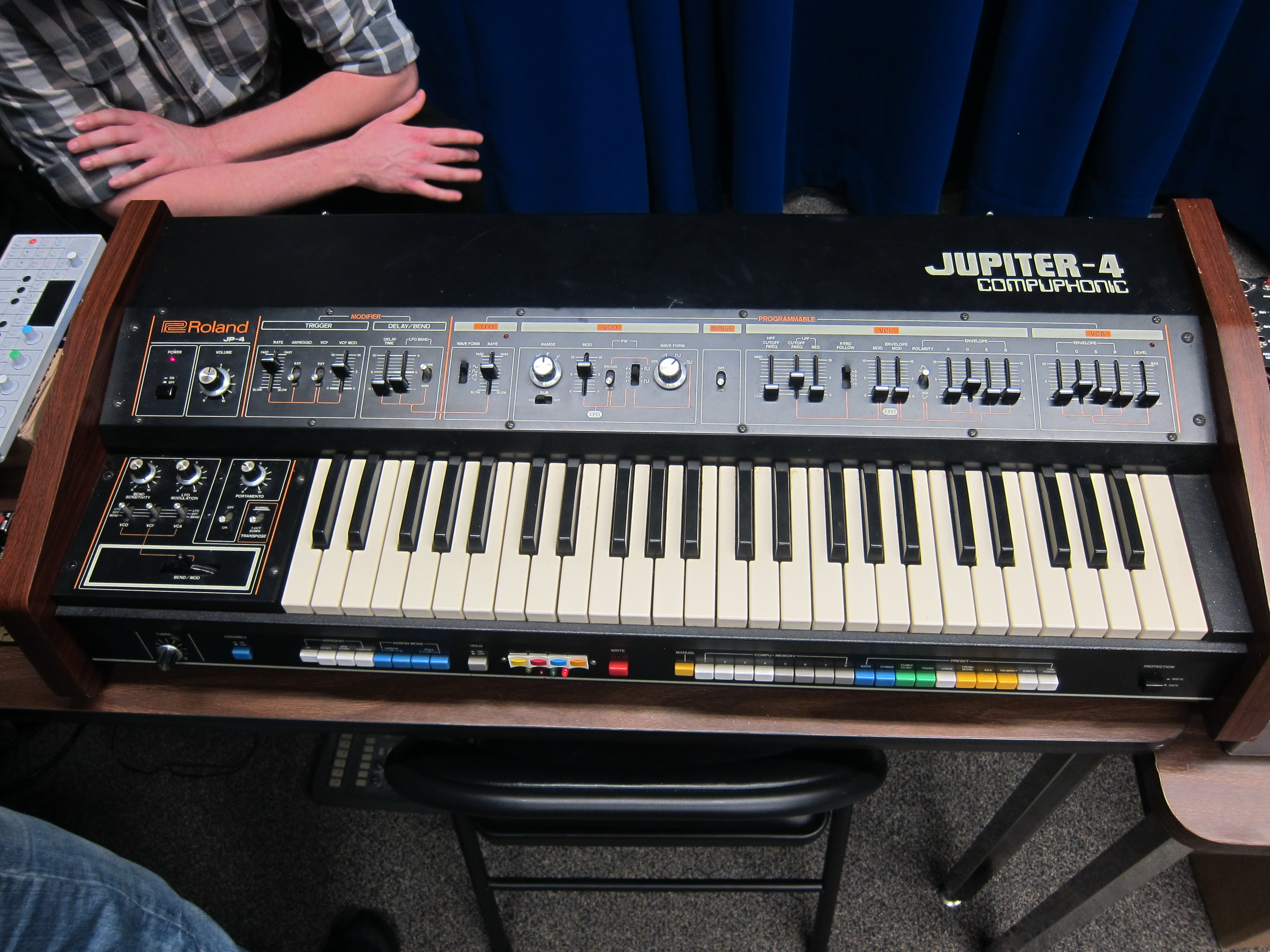
Jupiter-4

O Roland Jupiter-4, lançado em 1978, foi o primeiro da série de sintetizadores Jupiter da Roland. Embora já tivessem sido lançados sintetizadores polifônicos antes, notoriamente o enorme Yamaha GX-1, CS-80 e Polymoog entre 1975 e 1976 e o Prophet-5 em 1977, o Jupiter-4 foi o mais barato sintetizador polifônico de sua época  (cerca de US$ 2.000), mas nunca foi tão popular quanto outros sintetizadores polifônicos. O Jupiter-4 foi produzido até 1981, quando foi substituído pelo bem mais famoso Jupiter-8.